# 罪ある母

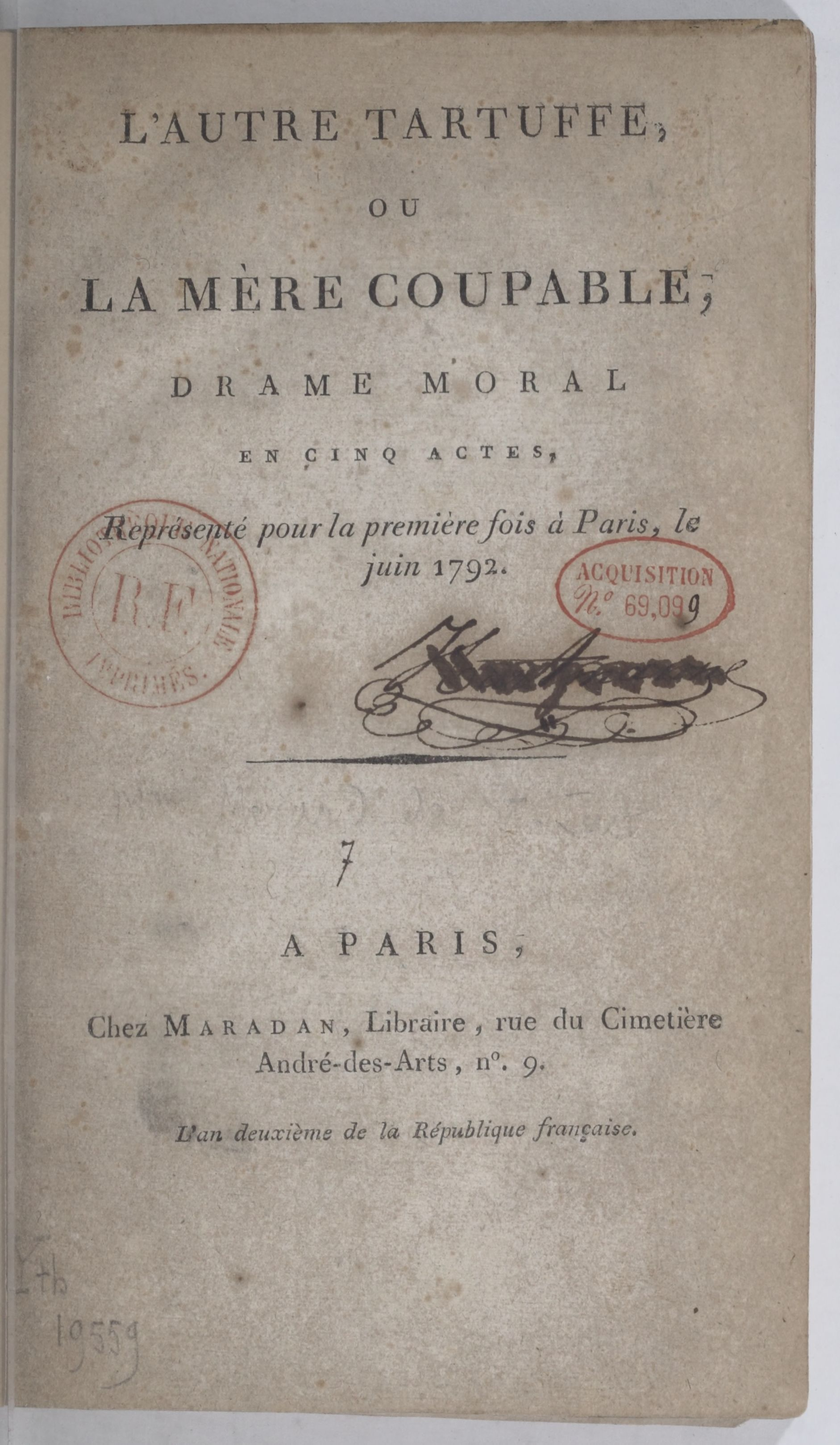
フランス国立図書館に所蔵されている1793年に出版された最初の戯曲本のタイトルページ

『罪ある母』（つみあるはは、フランス語: L'Autre Tartuffe ou la Mère coupable、もう一人のタルチェフまたは罪ある母）は、『セビリアの理髪師』と『フィガロの結婚』に続く、ボーマルシェ作のフィガロ三部作の3番目の戯曲である。フィガロ三部作のうちの前作『フィガロの結婚』では君主制に対するフィガロによる抗議表明が自分の主人である伯爵とのやり取りの中で強くあり、作品の姿勢にもなっていたが、この作でフィガロは伯爵に対して従順であり、抗議の対象は、自分もまた不義による出産をさせた身であることを棚に上げた伯爵からの、自分の妻の不義出産への抗議へフィガロは同調していて、作品は男子を特権化する抗議性へとシフトして矮小化している。
この作品がボーマルシェの最後の劇である。この作品はめったに上演されない。三部作の先行2作品と同様に、オペラ化されているが、先行作品を原作とするオペラと違って、いずれのオペラとも一般的なオペラのレパートリーに入っていない。

## 背景
フィガロとその仲間が登場する作品は人気があり、他の劇作家が『セビリアの理髪師』と『フィガロの結婚』の続編を書くほどであった。そのうちで最も注目されるのはM-N Delonで、1785年に Le Mariage de Cherubin を、1786年に Le Mariage de Fanchette を発表している。『フィガロの結婚』の最初の出版本の序文で、ボーマルシェは続編を書くという自らの意図を宣言した。
この戯曲で、モリエールの原作でのタルチェフと同様に、自分自身の利益のために一家に当てこすりをする人物がいて、名はベギアスである。彼は一家の長にそのような影響力を与え、後者（一家の長）が最終的にその欺瞞を悟ったとしても、この侵入者は家族の事柄をしっかりとコントロールしているので、容易には敗北しない。ベギアスのモデルは、ほぼ間違いなく、ボーマルシェの敵の一人である弁護士ニコラス・ベルガッセであり、アンシャン・レジームの最後の時期、著者はベルガッセとの激しい訴訟に巻き込まれていた。
ボーマルシェは1791年の初めに劇を完成させた。コメディ・フランセーズで上演することになっていたが、ボーマルシェは作者の権利を管理することになった。代わりに、この作品は1792年6月26日に新しいテアトル・デュマレで初演され、6週間にわたって15回の公演が行われた。直後に、ボーマルシェは政治的な理由から自発的に亡命することが賢明であることに気づいた。彼の不在下でその友人は、日和見主義の出版社による無許可の版を防ぐ目的で、劇のテキストが出版されるように手配した。彼らはフランス革命の一般的な正統性に準拠するためにいくつかの変更を加えた。特に、アルマヴィヴァスの貴族の称号「伯爵」と「伯爵夫人」を抑圧した。1796年までにボーマルシェはパリに戻り、1797年と1799年から1800年にかけて、コメディ・フランセーズで上演された。その後、この作品は一般的なレパートリーから外れたが、1990年のコメディ・フランセーズでの復活上演は成功を収めた。

## 登場人物

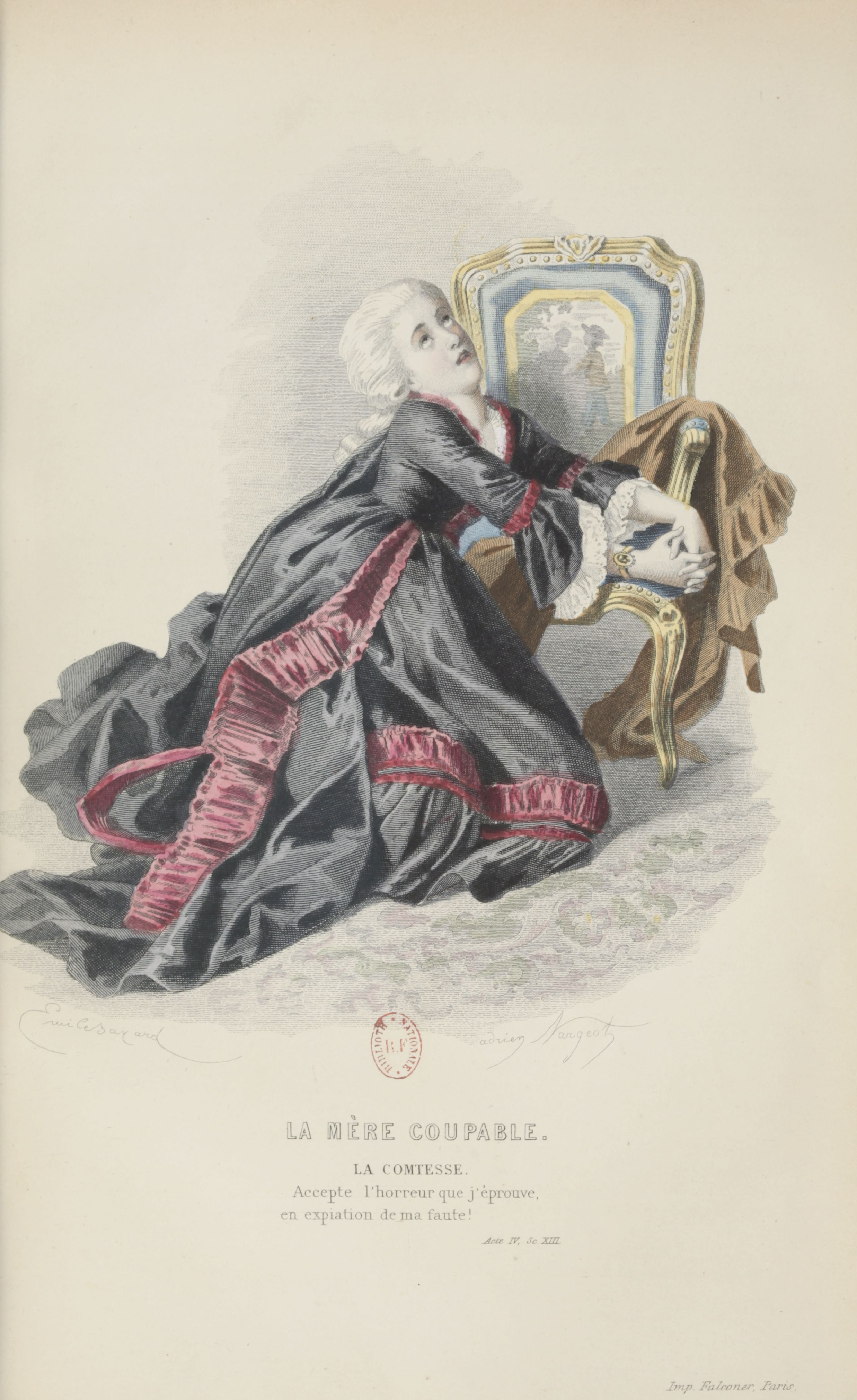
エミール・バヤールによるアルマヴィーヴァ伯爵夫人のイラスト（1876年）

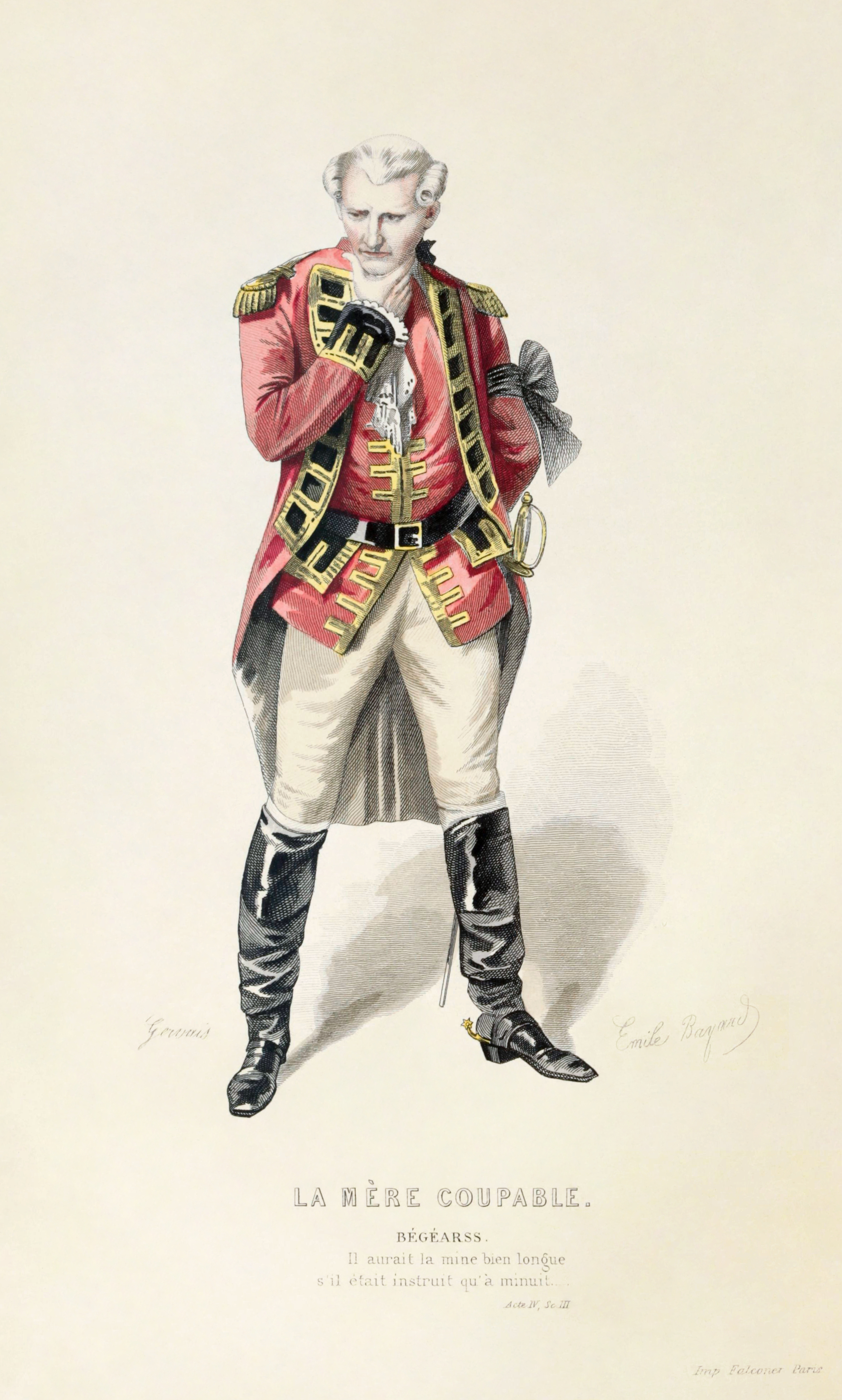
エミール・バヤールによるベギアスのイラスト（1876年）

以下は登場人物とボーマルシェによる説明である。
- アルマヴィーヴァ伯爵、崇高な誇りを持っているが虚栄心はないスペインの領主。
- アルマヴィーヴァ伯爵夫人、非常に憂鬱で、天使の敬虔さを持っている。
- シュヴァリエ・レオン、彼らの息子（実は、伯爵夫人と戦いで亡くなったケルビンの息子）;すべての熱心な新しい魂と同様に、自由に取りつかれている若い男。
- フロレスタイン、アルマヴィーヴァ伯爵の被後見人;思いやりに満ちた若者。
- ベギアス、アイルランド人、スペイン軍の少佐、伯爵が大使だったときの古い秘書;非常に思慮深い男であり、陰謀の偉大な計画者であり、トラブルメイキングの分野で成し遂げられた。
- フィガロ、伯爵のしもべであり、親友;世俗的な経験と出来事によって形成された男。
- スザンヌ、メイド、伯爵夫人の親友;フィガロの妻;夫人を敬愛しており、若者の幻想を残した優秀な女性。
- M.ファル、伯爵の公証人。正確で正直な人。
- ギヨーム、ベギアス氏のドイツ人使用人;主人には優しすぎる男。

## プロット

### あらすじ
この作品は、三部作の前の作品である『フィガロの結婚』の20年後を描く。物語の前提として、数年前、伯爵が長い出張で不在だった間、伯爵夫人とケルビンは一緒に夜を過ごしたことがある。伯爵夫人がケルビンに、彼らがしたことは間違っていて、二度と彼に会うことはできないと言ったとき、彼は戦争に出て、故意に野原で致命傷を負った。彼は死にかけているときに伯爵夫人に最後の手紙を書き、彼の愛と後悔を宣言し、彼らがしたすべてのことについて言及した。伯爵夫人は手紙を捨てる心を持っていなかった、代わりにベギアスと呼ばれるアイルランド人によって供給された特別な箱を持っていた。その後すぐに、伯爵夫人は自分がケルビンの子供を妊娠していることを知って失望した。
伯爵はここ数年、伯爵夫人の息子であるレオンが自分の子供でないと疑っている。そのため、彼は、レオンが遺産を相続しないように、自身の財産を急速に費やそうとしている。彼は称号を放棄し、家族をパリに移す。しかし、それでも彼はいくつかの疑いを抱いており、したがって、少年を公式に否認したり、伯爵夫人に疑惑を提起したりしたことはない。
一方、伯爵には彼自身の非嫡出子であるフロレスタインという名前の娘がいる。ベギアスは彼女と結婚したいと思っており、彼女が伯爵の唯一の相続人になることを確実にするために、伯爵夫人の秘密をめぐって問題を引き起こし始める。まだ結婚しているフィガロとスザンヌは、もう一度伯爵と伯爵夫人、そして密かにお互いを愛している彼らの非嫡出子のレオンとフロレスタインを助けなければならない。

### 詳細なプロット
第1幕
フィガロと彼の妻スザンヌは今もアルマヴィーヴァ伯爵と彼の妻ロシンに仕えているが、家族はすべてフランスに引っ越した。伯爵は彼の大金を消散させる意図でそこにいて、彼の相続人であるレオンにそれを任せたくない。この作品は、伯爵夫人が前のページであるチェルビンと一緒に過ごした息子の誕生日である聖レオの日に始まる。伯爵と伯爵夫人の一人息子が決闘で亡くなって以来、伯爵はレオンに敵対してきた。伯爵はレオンが伯爵夫人の姦淫の結果であると疑っている。アイルランド人のムッシュ・ベギアスが家庭に紹介される。フィガロとスザンヌは、彼が彼らを裏切りたいと思っているのではないかと疑っている。ベギアスは、伯爵の被後見人であるフロレスタインと結婚し、フロレスタインと結婚したいと考えているレオンをフィガロと一緒にマルタに移そうと考えている。ベギアスは、ケルビンが伯爵夫人に書いた手紙に伯爵の注意を向けさせる。この手紙は、伯爵の妻の不貞とレオンの親子関係についての彼の疑惑を裏付けるものである。
第2幕
伯爵は手紙を読んで彼の疑惑の裏付けを見つけ、激怒する。彼はベギアスがフロレスタインと結婚することに同意する。ベギアスは、フロレスタインが伯爵の実の娘であり、したがって彼女はレオンと結婚することはできないと家族に話す。彼女は涙にくれ、レオンは悲しみに打ちひしがれる。
第3幕
伯爵夫人は、ベギアスと結婚することがフロレスタインの最善の利益になると説得されている。伯爵は、結婚の和解の一環として、彼の財産のかなりの部分をベギアスに与える準備ができている。ベギアスの主張で、伯爵夫人は彼女がケルビンから受け取った手紙を涙ながらに燃やす。結婚式はその夜に行われることになる。
第4幕
伯爵夫人はレオンに彼女が伯爵に訴えることを約束する。彼女は雄弁な嘆願をする。しかし伯爵は彼女の姦淫について彼女を叱責する。伯爵夫人は気を失い、伯爵は急いで助けを呼ぶ。スザンヌとフィガロはベギアスの陰謀を暴き、ベギアスがフロレスタインと結婚して伯爵の財産を手に入れることを防がなければならないと決心する。
第5幕
フィガロとスザンヌは、ベギアスが彼らに対して陰謀を企てている悪人であることを伯爵と伯爵夫人に納得させる。ベギアスの裏切りを知ったことで、伯爵と伯爵夫人は協力関係を結ぶ。アルマヴィヴァは、フロレスタインがベギアスとの結婚から救われたのを見て安堵し、彼の財産を放棄することを決意する。一方、フィガロは、伯爵のお金を持って悪役を逃げさせるつもりはない。
伯爵夫人はフロレスタインを娘として養子にし、ベギアスと結婚しないように彼女に言う。伯爵はレオンを息子として養子にしている。ベギアスは公証人から戻ってくるが、現在は伯爵の金に対して強力な法的立場にある。機知に富むフィガロが率いる複雑な策略によって、ベギアスは、手ぶらで送り出されて激怒することになる。レオンは伯爵の息子ではなく伯爵夫人の息子であり、フロレスタインは伯爵夫人の娘ではなく伯爵の娘であることが判明し、明らかに血族関係はなく、自由に結婚することができる。

## オペラ
フィガロ三部作の他の劇と同様に、オペラ版がある。劇自体と同様に、オペラ版は以前の2つの劇から作られたものほどは知られていない。最初に『罪ある母』のオペラ化を計画したのはアンドレ・グレトリであったが、失敗に終わった。最初に完成したオペラは1966年のダリウス・ミヨーによる La mère coupable で、1990年にインゲル・ヴェクストロームは Den Brottsliga Modern を作曲した。ジョン・コリリアーノの 『ヴェルサイユの幽霊』には、ボーマルシェの幽霊が彼が恋をしているマリー・アントワネットの幽霊のための娯楽として、歴史を変えマリー・アントワネットが処刑されないオペラ A Figaro for Antonia のサブプロットがある。2010年4月、ボーマルシェの戯曲に基づいてユージーン・グリーンがリブレットを書いたティエリー・ペクー作曲のオペラ L'amour coupable が、ルーアン歌劇場で世界初演された。